# Gabourey Sidibe
Gabourey Rene Riddley Sidibe Frankel (Nueva York; 6 de mayo de 1983) es una actriz estadounidense que debutó en el cine en la película Precious (2009), que le reportó varias nominaciones a los premios más importantes de la industria, como los Óscar, en los cuales fue nominada en la categoría de «mejor actriz».

## Primeros años
Gabourey Sidibe nació en Brooklyn, Nueva York, siendo hija de la cantante de R&B y góspel Alice Tan Ridley y del senegalés Ibnou Sidibe. Cuando sus padres se separaron, Gabourey se mudó a Harlem con su madre y su hermano mayor.

## Carrera

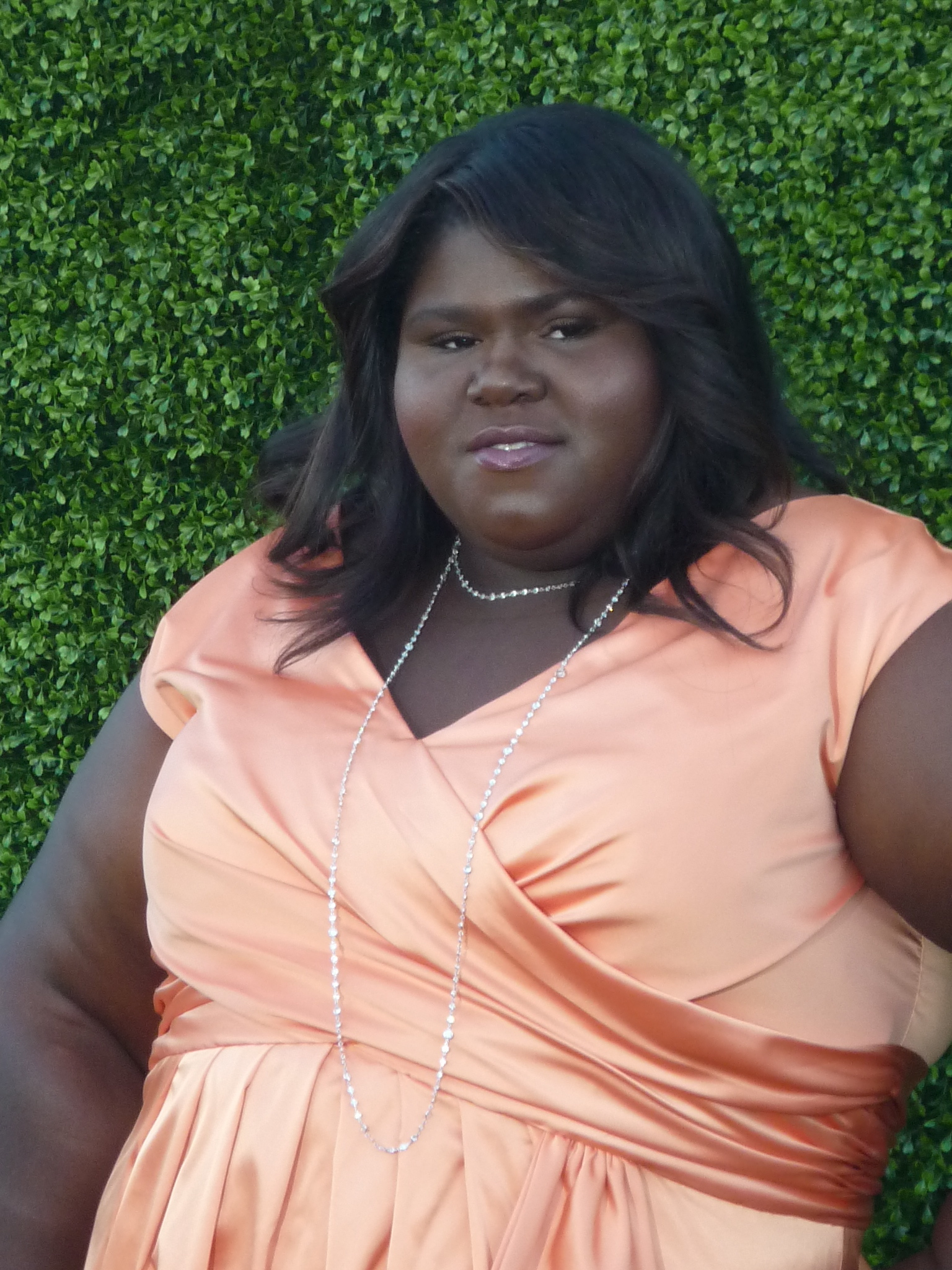
Gabourey Sidibe en 2010.

Por su papel en Precious, Gabourey Sidibe fue nominada como «mejor actriz» a los Óscar y recibió sendas nominaciones a los Globo de Oro, del Sindicato de Actores (SAG), de la Crítica Cinematográfica y a los BAFTA. Además, recibió un premio Independent Spirit y un premio NAACP a la «mejor actriz», el premio a la «actriz revelación» de la National Board of Review y el premio Vanguard del Festival Internacional de cine de Santa Bárbara.
En 2010, ejerció como anfitriona en el programa Saturday Night Live. En 2011, participó en la comedia de acción de Universal Studios Tower Heist, del director Brett Ratner, junto a Eddie Murphy y Ben Stiller. Luego, realizó un cameo destacado en la película Seven Psychopaths, de Martin McDonagh, y participó en la cinta independiente de Victoria Mahoney Yelling to the Sky, estrenada en el Festival Internacional de Cine de Berlín. Sus títulos restantes incluyen la película de drama y suspenso White Bird in a Blizzard, de Gregg Araki, actuando junto a Shailene Woodley y Eva Green, Life Partners, estrenada en el Festival de Cine de Tribeca de 2014, y Top Five.
En 2015, interpretó el papel de Becky Williams en el gran éxito de la cadena Fox nominado a los Premios Globo de Oro Empire, serie creada por Lee Daniels. Sus restantes créditos televisivos incluyen la serie de terror nominada a los Premios Emmy American Horror Story: Coven, creada por Ryan Murphy y Brad Falchuk, interpretando a Queenie, una bruja vudú. En 2014 fue invitada especial para la cuarta temporada American Horror Story: Freak Show, interpretando a Regina Ross. En 2015 repitió su papel como Queenie en la quinta temporada de la serie, titulada American Horror Story: Hotel, apareciendo en el episodio "Battle Royale". En 2018 regresó para la octava temporada, titulada American Horror Story: Apocalypse, retomando por tercera vez su papel de la bruja vudú Queenie. También participó en todas las temporadas de la comedia dramática nominada a los Premios Globo de Oro del canal Showtime The Big C, actuando junto a Laura Linney.
Además, Sidibe publicó a través de la editorial Houghton Mifflin Harcourt un libro de memorias en 2017.

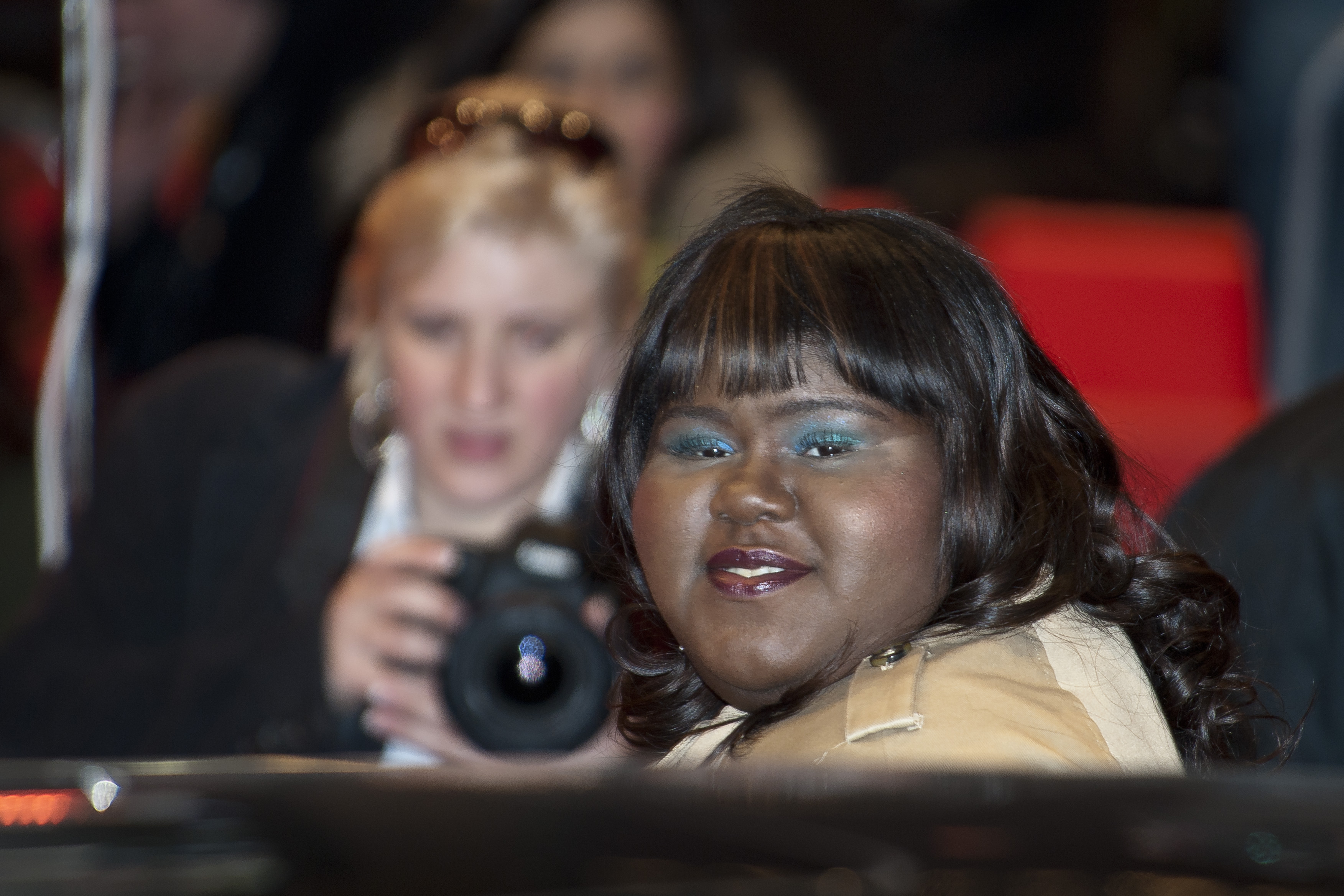
Gabourey Sidibe en el Festival Internacional de Cine de Berlín de 2011.

## Vida personal
En marzo de 2017, Sidibe reveló que le habían diagnosticado diabetes tipo 2 y como consecuencia, se sometió a una cirugía bariátrica laparoscópica en un esfuerzo por controlar su peso.
En noviembre de 2020, Sidibe anunció su compromiso con Brandon Frankel, un gerente de talentos. Se casaron en marzo de 2021. En abril de 2024 dio a luz a gemelos, un niño y una niña llamados Cooper y Maya.

## Filmografía

### Cine
| Año  | Título                   | Papel                      |
| ---- | ------------------------ | -------------------------- |
| 2009 | Precious                 | Claireece "Precious" Jones |
| 2011 | Yelling to the Sky       | Latonya Williams           |
| 2011 | Tower Heist              | Odessa Montero             |
| 2012 | Seven Psychopaths        | Sharice                    |
| 2014 | White Bird in a Blizzard | Beth                       |
| 2014 | Life Partners            | Jen                        |
| 2014 | Top Five                 | Ella misma                 |
| 2015 | Gravy                    | Winketta                   |
| 2016 | Grimsby                  | Banu                       |
| 2019 | Come As You Are          | Sam                        |

### Televisión
| Año         | Título                  | Papel                    | Notas                                                         |
| ----------- | ----------------------- | ------------------------ | ------------------------------------------------------------- |
| 2010        | Saturday Night Live     | Anfitriona               | Episodio: "Gabourey Sidibe/MGMT"                              |
| 2010-2013   | The Big C               | Andrea Jackson           | 32 episodios                                                  |
| 2011        | Glenn Martin, DDS       | Keisha (voz)             | Episodio: "Date with Destiny"                                 |
| 2011        | American Dad!           | Chica de la fiesta (voz) | Episodio: "Hot Water"                                         |
| 2012        | American Dad!           | Ella misma (voz)         | Episodio: "Stanny Tendergrass"                                |
| 2015 - 2017 | Difficult People        | Denise                   | 12 episodios                                                  |
| 2016        | Drunk History           | Ella Fitzgerald          | 1 episodio                                                    |
| 2017        | BoJack Horseman         | Tamara (voz)             | 1 episodio                                                    |
| 2013 - 2018 | American Horror Story   | Queenie                  | Tercera temporada: Coven / estrella invitada (12 episodios)   |
| 2013 - 2018 | American Horror Story   | Regina Ross              | Cuarta temporada: Freakshow / papel secundario (3 episodios)  |
| 2013 - 2018 | American Horror Story   | Queenie                  | Quinta temporada: Hotel / estrella invitada (1 episodio)      |
| 2013 - 2018 | American Horror Story   | Queenie                  | Octava temporada: Apocalypse / papel secundario (5 episodios) |
| 2015 - 2020 | Empire                  | Becky Williams           | Elenco principal                                              |
| 2022        | American Horror Stories | Jaslyn Taylor            | Personaje principal (1 episodio)                              |

### Videos musicales
- Foster the People: "Don't Stop (Color on the Walls)" (2011)
- Channing Tatum y Jamie Foxx: "(I Wanna) Channing All Over Your Tatum" (2014)

## Premios y distinciones
Premios Óscar
| Año  | Categoría    | Película | Resultado |
| ---- | ------------ | -------- | --------- |
| 2010 | Mejor actriz | Precious | Nominado  |